# Human (canción de The Human League)
«Human» es una canción de la banda inglesa de synth-pop The Human League, lanzada como el primer sencillo de su quinto álbum de estudio, Crash de 1986. La canción fue escrita y producida por Jimmy Jam y Terry Lewis. Encabezó las listas de éxitos de los Estados Unidos, convirtiéndose en el segundo sencillo de la banda en llegar al número uno del Billboard Hot 100 después de "Don't You Want Me" en 1981. También llegó al número uno en Canadá, mientras que alcanzó el número cinco en Alemania y el número ocho en el Reino Unido. 

## Información de la canción
"Human" es una balada de medio tiempo. Líricamente describe la relación entre un hombre y una mujer que se han reunido después de una infidelidad en la pareja. El título de la canción se deriva del estribillo, en el que ambas partes explican que son "solo humanos" y que "nacieron para cometer errores". 

## Vídeo musical
El video musical de "Human" (que utiliza la versión más corta) fue filmado en Londres en junio de 1986, en un estudio con superposición de croma, muy estilizado para dar un efecto "reflectante del agua" y un tono azul en todas partes. El video fue concebido y dirigido por Andy Morahan.

## Lista de canciones[1]
sencillo 7"  (Virgin VS880)
A. "Human" – 3:45
B. "Human" (instrumental) – 3:45
maxi 12"  (Virgin VS880-12)
A. "Human" (extended version) – 5:00
B1. "Human" (a capela) – 2:00
B2. "Human" (instrumental) – 5:00

## Posicionamiento en Listas
| Lista (1986)                                             | Posición |
| -------------------------------------------------------- | -------- |
| Alemania (Offizielle Deutsche Charts)                    | 5        |
| Australia (Kent Music Report)                            | 26       |
| Bélgica (Flandes) (Ultratop 50)                          | 11       |
| Canadá (RPM Top Singles)                                 | 1        |
| Estados Unidos (Billboard Hot 100)                       | 1        |
| Estados Unidos (Adult Contemporary)                      | 3        |
| Estados Unidos (Hot Dance Club Songs)                    | 1        |
| Estados Unidos (Hot R&B/Hip-Hop Songs)                   | 3        |
| Estados Unidos Cash Box Top 100 Singles                  | 1        |
| Estados Unidos Top Black Contemporary Singles (Cash Box) | 5        |
| Finlandia (Suomen virallinen lista)                      | 15       |
| Irlanda (IRMA)                                           | 5        |
| Italia (Musica e dischi)                                 | 12       |
| Nueva Zelanda (Recorded Music NZ)                        | 4        |
| Países Bajos (Dutch Top 40)                              | 13       |
| Reino Unido (Official Charts Company)                    | 8        |

## Otras versiones
- en el año 2000 el cantante Nino de Angelo grabó una versión en alemán, "Weil ich ein Mensch bin".
- en 2003 el productor británico afincado en Hong Kong Ian Widgery grabó un remix en forma de "The Chinese Whispers Mix", mezclando instrumentos tradicionales chinos y un nuevo coro en mandarín.
- en 2005 Rick Springfield lanzó una versión de la canción en su álbum The Day After Yesterday.